# Corallivoro

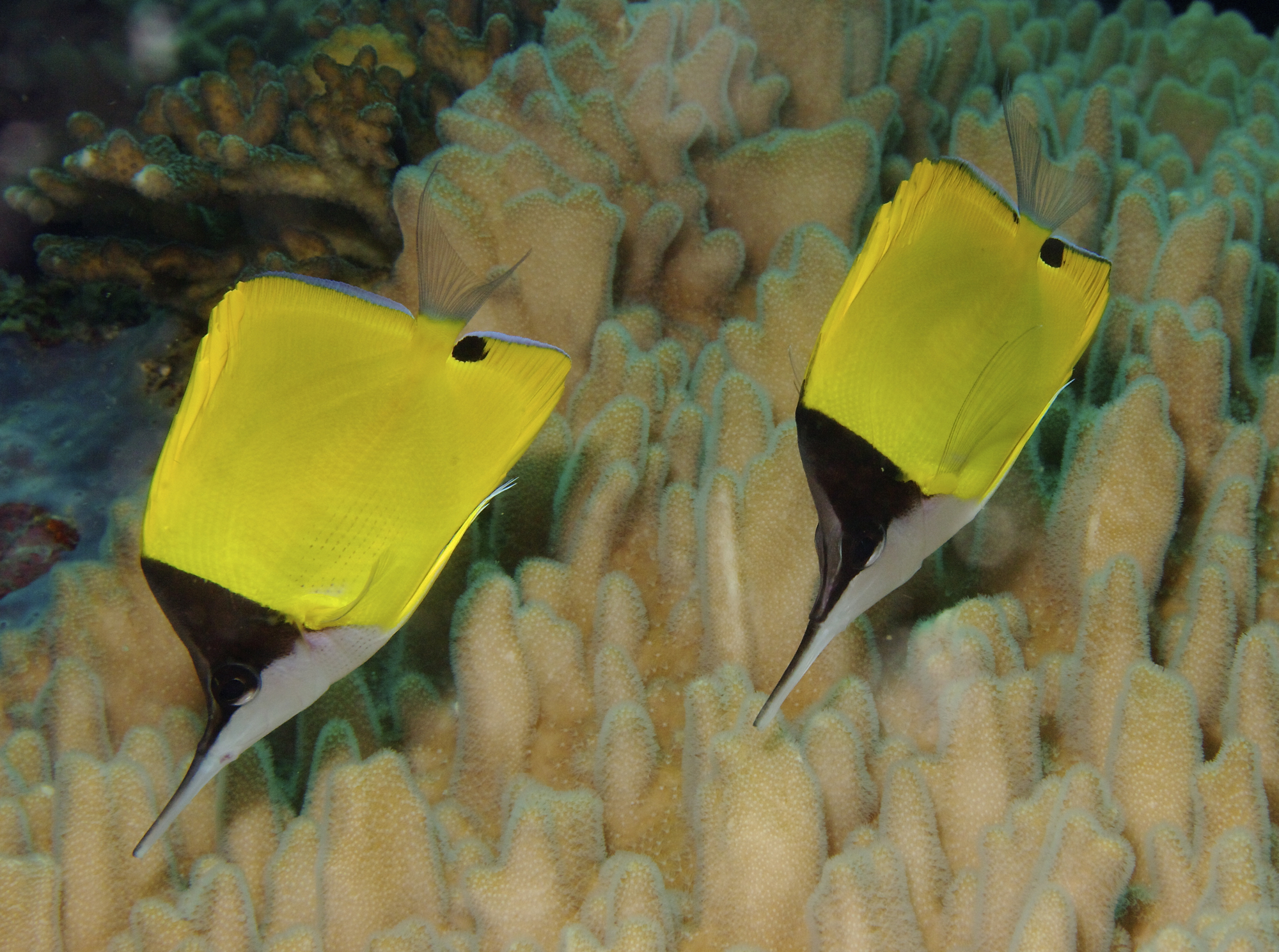
Forcipiger flavissimus che nuota vicino a dei polipi di corallo

Un corallivoro è un animale che si nutre dei coralli. I corallivori sono organismi della barriera corallina che possono influenzare l'abbondanza, la distribuzione e la struttura della comunità dei coralli. Diversi taxa di animali possono esibire questo tipo di comportamento alimentare, tra i quali molluschi, anellidi, pesci, crostacei, vermi piatti ed echinodermi. Il primo ad aver descritto questo tipo di strategia alimentare fu Charles Darwin, che nel 1842 notò dei frammenti di corallo essere presenti all'interno dello stomaco di due pesci pappagallo del genere Scarus.

## Storia
Durante una visita alle Isole Cocos (Keeling) nel 1842, un inglese che viveva in quelle terre disse a Charles Darwin che c'erano grandi banchi di pesci pappagallo che si nutrivano interamente dei coralli. Darwin sezionò dunque lo stomaco di diversi esemplari e trovò pezzi di corallo e materiale calcareo finemente macinato. Ciò lo condusse a teorizzare correttamente che alcune specie di pesci pappagallo consumano regolarmente i coralli, contribuendo ad influenzare la sedimentazione delle scogliere coralline che abitano.
Nel 1952 Jacques Cousteau scrisse le prime testimonianze di questo tipo di comportamento alimentare, le quali vennero pubblicate su National Geographic . Durante il suo viaggio nel Mar Rosso a bordo della RV Calypso, Cousteau studiò da vicino una coppia di pesci pappagallo della specie Bolbometopon muricatum, osservandoli mordere regolarmente e lasciare cicatrici bianche sui coralli intorno a loro. Come Darwin, anche Cousteau notò le particelle di sedimenti negli escrementi dei pesci pappagallo, le quali venivano depositate sul fondo del mare. Cousteau riportò anche la lenta velocità con cui i pesci pappagallo consumavano il corallo; essi si nutrivano "senza fretta" e rassomigliavano a "mucche di mare, che brucano su pascoli di pietra".
Il termine "corallivoro" deriva dalla parola latina corallum, ossia corallo, e - vora, ovverosia mangiare o divorare.